# Notohypsilophodon
Notohypsilophodon is een geslacht van plantenetende ornithischische dinosauriërs, behorend tot de groep van de Euornithopoda, dat tijdens het late Krijt leefde in het gebied van het huidige Argentinië. De enige benoemde soort is Notohypsilophodon comodorensis.

## Vondst en naamgeving
Vanaf 1985 voerde het Laboratorio de Paleovertebrados van de Universidad Nacional de la Patagonia "San Juan Bosco" opgravingen uit nabij Comodoro Rivadavia bij Buen Pasto in de provincie Chubut. Daarbij werden ook resten gevonden van een kleine dinosauriër.
In 1998 werd de typesoort Notohypsilophodon comodorensis benoemd en kort beschreven door Rubén Darío Francisco Martínez. De geslachtsnaam combineert het Oudgriekse νότος, notos, "zuidenwind" met Hypsilophodon, de naam van een verwant geslacht. De combinatie moet dan gelezen worden als "de Hypsilophodon van het Zuiden". De soortaanduiding verwijst naar Comodoro Rivadavia.
Het holotype, UNPSJB-Pv 942, is gevonden in een laag van de Bajo Barreal-formatie die dateert uit het Cenomanien-Turonien, ongeveer 93 miljoen jaar oud. Het bestaat uit een gedeeltelijk skelet zonder schedel. Bewaard zijn gebleven: vier halswervels, zeven ruggenwervels, vijf sacrale wervels, zes staartwervels, vier ribben, het linkerschouderblad, het rechterravenbeksbeen, het rechteropperambeen, beide ellepijpen, een stuk linkerdijbeen, beide scheenbeenderen, beide kuitbeenderen, het rechtersprongbeen, het linkercalcaneum en dertien teenkootjes waaronder drie voetklauwen. Het gaat om een niet volgroeid exemplaar.
In 2014 werd gemeld dat er aanwijzingen waren voor de aanwezigheid van gastrolieten, maagstenen.

## Beschrijving
Notohypsilophodon is een kleine tweevoetige planteneter. In 2010 schatte Gregory S. Paul de lichaamslengte op 1,3 meter, het gewicht op zes kilogram. Het is onduidelijk wat de volwassen lengte zou zijn geweest, vermoedelijk niet veel meer dan anderhalve meter.
Martínez wist enkele onderscheidende kenmerken vast te stellen. Het opperambeen heeft geen deltopectorale kam. Het scheenbeen heeft een zwelling aan de voorste binnenzijde. Het kuitbeen vernauwt plots iets onder het midden van de schacht. De bovenkant van het sprongbeen ligt op twee niveaus, het calcaneum steekt aan de achterste onderkant sterk uit. De teenkootjes hebben vlakke onderkanten. Het is de vraag in hoeverre dit rijpingskenmerken zijn die voortvloeien uit de leeftijd van het individu.
De halswervels zijn amfiplat: aan beide zijden afgeplat. Ze hebben lage doornuitsteeksels en lange voorste gewrichtsuitsteeksels. De ruggenwervels zijn amficoel: aan beide zijden uitgehold. Ze hebben lage doornuitsteeksels en hoge diapofysen, bovenste ribkopfacetten. De voorste staartwervels hebben een groeve aan de onderkant. Er zijn geen sporen gevonden van verbeende pezen maar dat kan samenhangen met de jeugdige leeftijd.
Het ravenbeksbeen is ovaal en heeft een grote opening in het blad. In de arm tonen zowel opperarmbeen als ellepijp weinig duidelijke kenmerken; de rijping was kennelijk nog niet genoeg gevorderd om die wat meer geprononceerd te maken. De deltopectorale kam was nog niet ontwikkeld. In het dijbeen is de trochanter minor laag en van de trochanter major slechts door een nauwe kloof gescheiden. De onderste gewrichtsknobbels zijn vooraan niet door een groeve gescheiden. De zwelling op het scheenbeen loopt in de lengterichting en doet zich voor op het bovenste derde deel. Het kuitbeen is zeer slank en golvend. Het normale hoogteverschil op de bovenkant van het sprongbeen tussen het hoge deel dat contact maakt met de binnenste beenstijl van het scheenbeen, en het lage deel dat de buitenste beenstijl raakt, is zeer geprononceerd. Het calcaneum heeft een achterste uitsteeksel om het draagvlak voor de buitenste beenstijl te vergroten. De voetklauwen hebben een vlakke in plaats van een holle onderkant.

## Fylogenie
Martínez plaatste Notohypsilophodon in de Hypsilophodontidae. Tegenwoordig ziet men die als een onnatuurlijke (parafyletische) groep en beschouwt men Notohypsilophodon simpelweg als een basaal lid van de Euornithopoda. Volgens sommige Argentijnse onderzoekers is zijn positie niet eens zo basaal en ligt de soort nog in de Iguanodontia. Doordat het een juveniel exemplaar betreft, bestaat namelijk de kans dat meer afgeleide eigenschappen nog niet tot ontwikkeling gekomen zijn en zo de illusie scheppen dat de soort laag in de stamboom staat. Verschillende onderzoekers nemen het taxon daarom zelfs niet in hun analyses op. Een studie uit 2014 concludeerde dat Notohypsilophodon lager dan Gasparinisaura in de stamboom staat. 